# Złota kuna
Złota kuna (hr. Zlatna kuna; ang. Gold Kuna) – seria chorwackich złotych monet wybijanych przez Chorwacką Mennicę i emitowanych przez Narodowy Bank Chorwacji. Są to monety kolekcjonerskie i jednocześnie monety inwestycyjne (bulionowe). 

## Opis serii
Seria monet kolekcjonersko-inwestycyjnych została zapoczątkowana w 2020 roku, kiedy Narodowy Bank Chorwacji postanowił wyemitować pierwszą monetę z serii o nominale jednej kuny chorwackiej. W związku z tym, że monety są wykonane ze złota próby 999, to ich cena uzależniona jest od cen złota na giełdzie. 
Projektantem wszystkich monet w serii jest chorwacki rzeźbiarz Kuzma Kovačić. Pod względem średnicy, grubości i projektu, to monety serii Złota kuna nie różnią się niczym od monet obiegowych tego samego nominału. Rewers przedstawia zatem biegnącą za wartością monety kunę, nazwę nominału, nazwę państwa „REPUBLIKA HRVATSKA” oraz herb Chorwacji. Na monecie o nominale jednej kuny na dole awersu jest wieniec z kłosów pszenicy i gałązki oliwnej. Dwie pozostałe monety mają wieńce z gałązki dębu i gałązki oliwnej. Rewersy przedstawiają kolejno: słowika (jedna kuna), tuńczyka (dwie kuny) i niedźwiedzia brunatnego (pięć kun).
Różnice pojawiają się w wadze monet ze względu na użycie złota. 
| Nominał | Rok emisji | Stop   | Średnica (mm) | Masa (g) | Krawędź   | Mennica                      | Nakład (szt.) | Nr Krause | Wizerunek   |
| ------- | ---------- | ------ | ------------- | -------- | --------- | ---------------------------- | ------------- | --------- | ----------- |
| 1 KN    | 2020       | Au 999 | 22,5          | 10,95    | ząbkowana | Chorwacki Instytut Monetarny | 2020          | b.d.      | AwersRewers |
| 2 KN    | 2021       | Au 999 | 24,5          | 13,8     | ząbkowana | Chorwacka Mennica            | 2021          | b.d.      | AwersRewers |
| 5 KN    | 2022       | Au 999 | 26,5          | 16,46    | ząbkowana | Chorwacka Mennica            | 2022          | b.d.      | AwersRewers |